# Inul Daratista
Inul Daratista, właśc. Ainur Rokhimah (ur. 21 stycznia 1979 w Pasuruan) – indonezyjska piosenkarka. Wykonuje muzykę dangdut.
W 2003 r. jej ruchy taneczne (goyang ngebor) stały się w kraju przedmiotem kontrowersji, kiedy oskarżono ją o łamanie obyczajów społecznych. 

## Dyskografia
- 2003: Goyang Inul
- 2004: Separuh Nafas
- 2005: Too Phat – Rebirth Into Reality
- 2006: Mau Dong
- 2006: Ash-Sholaatu
- 2008: Rasain Lho
- 2012: Buaya Buntung
- 2014: Masa Lalu
- 2015: The Best of Inul Daratista